# Dent (Minnesota)

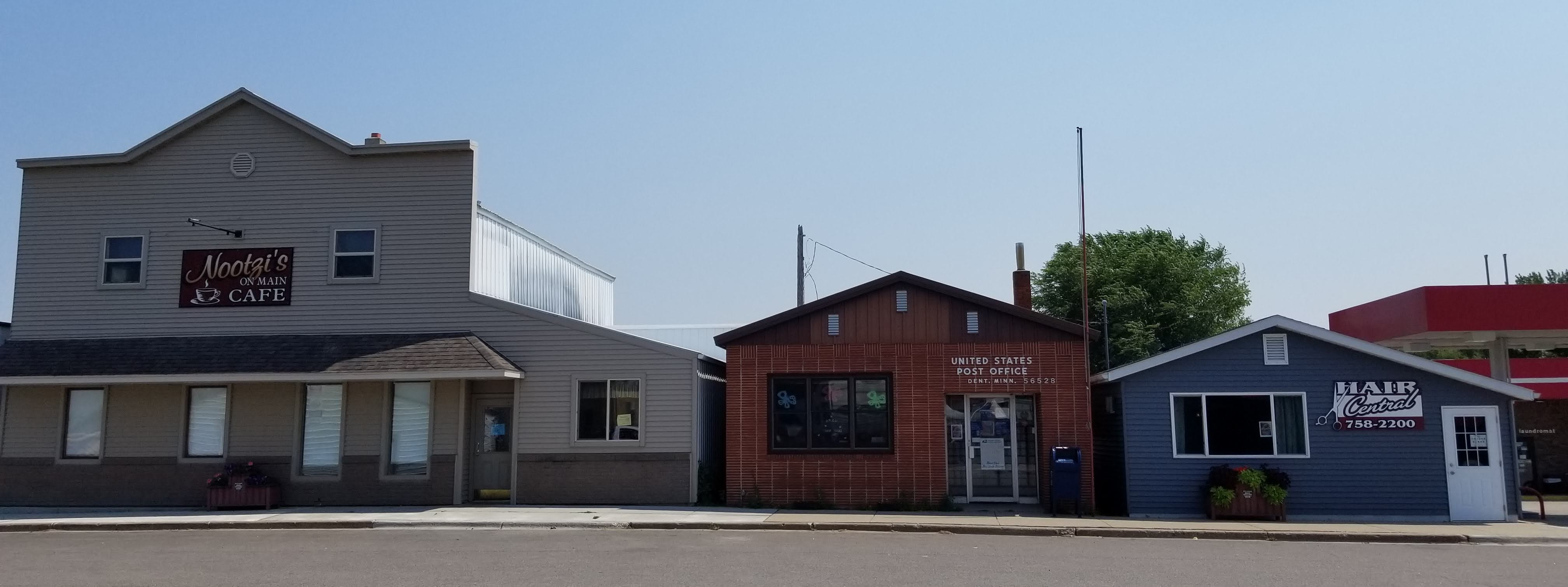
Entreprises sur la rue Main de Dent.

Pour les articles homonymes, voir Dent (homonymie).
Dent est une ville américaine située dans le Comté d'Otter Tail, dans le Minnesota. Selon le recensement de 2010, sa population est de 192 habitants.